# Pacific Railroad Surveys

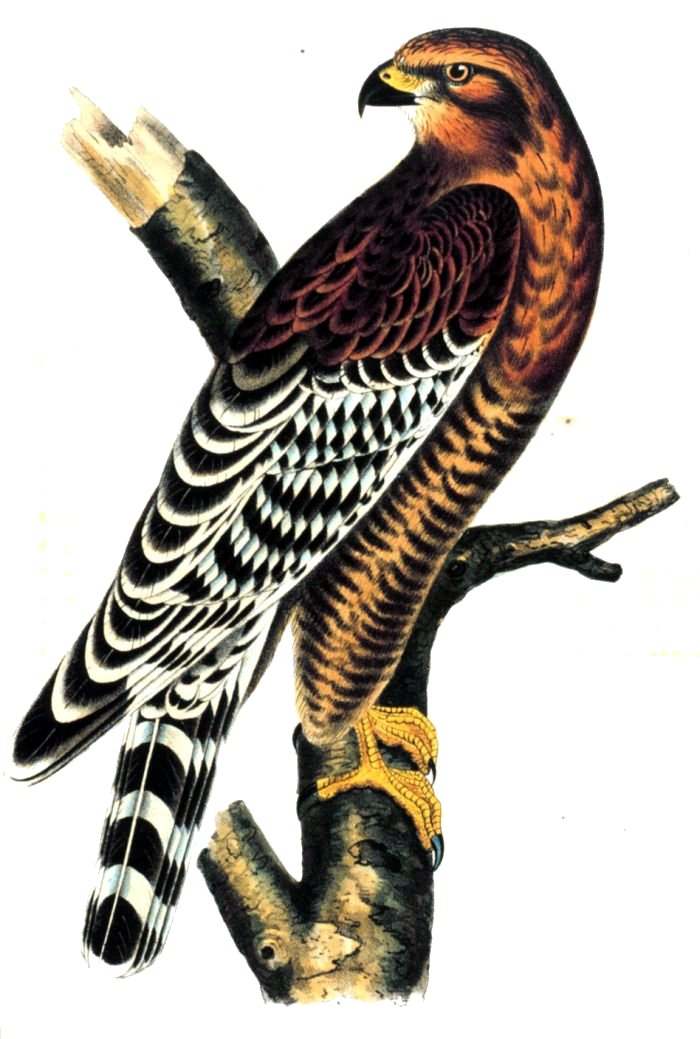
Buteo lineatus elegans d'après un dessin réalisé lors des Pacific Railroad Surveys.

Les Pacific Railroad Surveys (1853-1855) sont une série d'explorations de l'Ouest américain pour étudier les voies possibles pour une ligne de chemin de fer transcontinentale en Amérique du Nord. Ces expéditions réalisées par des géomètres, des scientifiques et des artistes ainsi donné lieu à une immense récolte de données sur au moins 1 000 000 km2 de l'Ouest américain.
« Ces volumes... constituent probablement la source de connaissance contemporaine la plus importante sur l'histoire et la géographie occidentale, et leur valeur est grandement renforcée par la présence de nombreuses belles gravures en couleur de paysages, d'autochtones, de la faune et de la flore de l'ouest du pays. » Publiées par le Département de la Guerre des États-Unis de 1855 à 1860, les études contenaient des documents significatifs sur l'histoire naturelle, dont beaucoup d'illustrations de reptiles, d'amphibiens, d'oiseaux, et de mammifères. En plus de décrire l'itinéraire, ces études présentaient également un rapport sur la géologie, zoologie, botanique, paléontologie du terrain et fournissaient également des descriptions ethnographiques des peuples autochtones rencontrés au cours des études menées.

## Contexte
Dès la fin du XVIIIe et au début du XIXe siècle, de nombreux américains commencèrent à migrer vers l'ouest et ce mouvement allait grandement influencer l'histoire du développement américain. Cependant, les voyages par voie d'eau restaient le moyen de transport disponible le plus courant et le plus efficace. Bientôt, le développement de la machine à vapeur devint une précieuse contribution à cette expansion vers l'ouest. Alors que les chemins de fer gagnaient en popularité dans l'est des États-Unis dans les années 1830, les américains ressentaient une incitation accrue pour étendre cette nouvelle technologie à la frontière ouest.
Diverses expéditions sponsorisées par le gouvernement débutèrent dans les années 1840, espérant ainsi trouver des itinéraires potentiels pour le chemin de fer destiné à traverser l'ouest. Cependant, aucun itinéraire de consensus n'émergea en raison de motifs économiques égoïstes de la part des compagnies rivales. Brigham Young, président de l'Église de Jésus-Christ des saints des derniers jours, écrivit: « Nous n'avons jamais traversé de canyons ou cherché à franchir des crêtes de démarcation sans demander où les rails pourraient être posées ». Le 3 mars 1853, le Congrès accorda 150 000 dollars et autorisa le Secrétaire à la Guerre Jefferson Davis "à déterminer la voie la plus pratique et la plus économique pour un chemin de fer allant du fleuve du Mississippi jusqu'à l'océan Pacifique." David ordonna au capitaine George McClellan et au corps des ingénieurs topographiques (en), une division de l'Armée des États-Unis établie pour « découvrir, ouvrir, et rendre l'Ouest américain accessible », de remplir cette obligation.
La préoccupation la plus importante pour le Congrès des États-Unis concernait le lieu où construire le chemin de fer. Avec la participation du gouvernement, les lobbyistes tentèrent d'influer sur les emplacements choisis en raison des conséquences sociales, politiques et économiques importantes. En outre, un chemin de fer transcontinental allait devenir une entreprise très coûteuse. En fait, « Même les itinéraires proposés les moins chers équivaudraient au montant du budget fédéral d'une année ». En dépit de ces obstacles, une urgence indiquant clairement la nécessité d'un chemin de fer transcontinental se développa. Le 16 août 1856, M. Denver, membre du comité qui portait le nom de House Select Committee on the Pacific Railroad and Telegraph rapporta que: « la nécessité de construire des lignes de chemin de fer et de communication télégraphique entre les côtes Atlantique et Pacifique de ce continent n'est plus une question à débattre; cette idée est admise par tout le monde ».

## Cinq études
Cinq études furent menées.
- L'étude sur la Northern Pacific Railway suivait un itinéraire situé entre le 47e parallèle nord et le 49e parallèle nord à partir de Saint Paul jusqu'au Puget Sound et était menée par le nouvellement nommé gouverneur du territoire de Washington, Isaac Stevens. Aux côtés de Stevens, il y avait le capitaine George B. McClellan, le lieutenant Sylvester Mowry de la caserne Columbia de l'ouest, et les lieutenants Rufus Saxton (en) et Richard Arnold de St. Marysville de l'est.

- L'étude sur le Central Pacific suivait un itinéraire situé entre le 37e parallèle nord et le 39e parallèle nord à partir de Saint-Louis jusqu'à San Francisco. Cette étude était menée par le lieutenant John W. Gunnison jusqu'à ce qu'il fût tué par les Utes dans l'Utah. Le lieutenant Edward Griffin Beckwith (en) prit alors les commandes. D'autres personnes telles que Frederick W. von Egloffstein (en), George Stoneman et le lieutenant Gouverneur K. Warren participèrent également à cette étude.

- Il y eut deux études sur la Southern Pacific. L'une le long du 35e parallèle nord partant de l'Oklahoma jusqu'à Los Angeles, un itinéraire similaire à celui emprunté par la partie ouest du récent Santa Fe et à celui de l'Interstate 40, menée par Amiel Weeks Whipple. L'étude la plus au sud traversait le Texas pour rejoindre San Diego, un itinéraire que la Southern Pacific compléta pour devenir le second chemin de fer transcontinental en 1881. Cette étude était menée par les lieutenants John Parke et John Pope.

- La cinquième étude suivait la côte pacifique de San Diego jusqu'à Seattle et était menée par Robert S. Williamson et Parke.

## Des études à la construction
Les Pacific Railroad Surveys permirent d'obtenir de précieux renseignements pour déterminer le meilleur emplacement pour le Chemin de fer transcontinental. En outre, trois tendances importantes influencèrent également la décision finale du Congrès. Tout d'abord, la ruée vers l'or en Californie et la découverte d'argent dans le Nevada conduisirent à une augmentation spectaculaire de la population dans l'ouest. Ensuite, la sécession du Sud de l'Union au début de la guerre de Sécession dissuada les politiciens du sud d'interférer avec un projet de construction d'une route au nord. Enfin, une popularité croissante de spécialistes dans les chemins de fer permit au Congrès d'envisager plusieurs options sur l'itinéraire le plus efficace et le plus rentable pour construire un chemin de fer transcontinental.
En 1862, le Congrès adopta les Pacific Railroad Acts. L'Union Pacific railroad Company construirait le chemin de fer à l'ouest d'Omaha, et la Central Pacific Railroad Company construirait le chemin de fer à l'est de Sacramento. Le 10 mai 1869, les deux rails se rejoignirent avec un Golden Spike (en) honorifique à Promontory Summit, après avoir fait un combiné de 2 855 km de voie de chemin de fer.

## Source
- (en) Cet article est partiellement ou en totalité issu de l’article de Wikipédia en anglais intitulé « Pacific Railroad Surveys » (voir la liste des auteurs).